# Мошничье
Мошничье (карел. Mecuoniem) — упразднённая деревня на территории Важинского городского поселения Подпорожского района Ленинградской области.

## Название
Название происходит от карельского Mecuoi или metsuo— «глухарь». Русское название от мошник — самец глухаря.

## Географическое расположение
Находится в северо-западной части района на правом берегу реки Важинка.

## История
Изначально — карельское село в составе Михайловского сельского общества Важинской волости Олонецкого уезда Олонецкой губернии. Известно с XVIII века. 
К Михайловскому сельскому обществу присоединено из Кашканского общества в 1868 году.
Согласно спискам населенных мест Олонецкой губернии в 1873 году в селе, состоявшем из 10 дворов проживало 55 человек. Деревня входила в состав Михайловского сельского общества.
В «Списке населённых мест» 1905 года название деревни — Мошничье. Население к 1905 году состояло из 44 крестьянок и 40 крестьян. Всего 84 человека. Дворов 12, семей 13. Имелся скот: 24 лошади, 45 коров и 47 голов прочего скота.
За 32 года между составлением списков 1873 и 1905 годов количество дворов увеличилось на 2, мужчин стало больше на 15, а женщин стало больше на 14. Общая численность населения увеличилась на 29 человек.
В 1926 году в селе проживали 117 человек.
В советское время, являясь со всех сторон окружённым территорией Ленинградской области, Мошничье входило в состав Олонецкого уезда Карельской трудовой коммуны и впоследствии Олонецкого района Карельской АССР и Карело-Финской ССР (в виде двух анклавов, взамен у Ленинградской области имелся анклав в Карелии в районе Мегрозеро).
В 1920-х годах при образовании Карельской трудовой коммуны (КТК) Мошничье, как карельская деревня, была административно присоединена к ней.  
Решением Президиума Карельского центрального исполнительного комитета от 21 декабря 1929 года был образован новый сельсовет в составе деревни Мошничье и Владимирской (фактически являвшейся частью Мошничья).

Деревня Мошничье на карте 1932 года

Согласно карте Ленинградской области Северо-западного аэрогеодезического треста ГГУ издания 1932 года деревня насчитывала 9 крестьянских дворов.
В деревне действовали школа и колхоз. С конца 1930-х и в послевоенное время деревня входила в состав Михайловского сельсовета Олонецкого района Карельской АССР.
За годы войны из деревни на фронт ушёл 51 мужчина, вернулись живыми 10 человек.
16 августа 1968 года постановлением Президиума Верховного Совета Карельской АССР населённый пункт Мошничье Михайловского сельсовета Олонецкого района был снят с учёта как нежилой.
В настоящее время в урочище Мошничье находится кладбище, руины часовни и строений. По состоянию на май 2017 года на правом берегу реки находятся остатки двух деревянных срубов, к берегу с южной стороны подходит грунтовая дорога, по южной окраине деревни ручей с остатками деревянного моста, рядом на ручье бобровая плотина. На подходе к реке установлен деревянный крест. На некоторых могилах можно прочитать фамилии и даты захоронений, последние из которых относятся к 1965 году.